# Рівненський обласний краєзнавчий музей
Рівненський обласний краєзнавчий музей — обласний краєзнавчий музей у місті Рівному. Розташований у приміщенні колишньої Рівненської чоловічої гімназії, зведеному 1839 року. За свою історію дана будівля встигла побувати вагомим українським освітнім осередком, адміністративним центром краю періодів радянської та німецької окупації. На сьогоднішній день має статус пам'ятки архітектури національного значення.
РОКМ є найбільшим зібранням предметів матеріальної та духовної культури Рівненщини. Його фонди налічують більш ніж 140 000 музейних предметів, серед яких не лише пам'ятки, значущі для історії краю, але й унікальні в Україні та світі музейні цінності.
Крім того, музей є вагомим науково-просвітницьким осередком Рівненщини, місцем проведення багатьох культурних заходів, важливих для регіону, відомих і популярних в Україні.

## Загальні дані
Музей розташовується у центральній частині міста — поруч із такими улюбленими місцями відпочинку рівнян як Парк Молоді(названий містянами також «Лебедине озеро» або «Лебединка») та Алея кованих фігур. Окрім самої будівлі музею, що вміщає його експозицію, на території закладу також знаходяться: паркова зона, частина споруди колишньої оранжереї власників міста князів Любомирських, оглядовий майданчик, на якому представлено зразки цивільної та військової техніки, пов'язаної з історією краю.
Крім того, окремі підрозділи РОКМ — Музей бурштину та Літературний музей Уласа Самчука — розташовані у приміщенні за адресою вул. Симона Петлюри, 17. Ця будівля також має доволі давню та незвичну історію — вона була побудована у 1903 році як особняк Перли Вігдоровича, багатого комерсанта єврейського походження. В різні часи споруду займали госпіталь, бібліотека, Музей комсомольської слави. Не дивлячись на те, що не всі її окраси збереглися до нашого часу, має статус пам'ятки архітектури місцевого значення.
З 2004 року Рівненський обласний краєзнавчий музей є партнером міжнародної мережі «Via Regia — культурний шлях Ради Європи». У 2020 зарахований Громадською організацією «Via Regia Ukraine» до туристичних пам'яток, котрі рекомендується відвідувати в рамках подорожей легендарною Королівською дорогою.

## Керівники
В 1991 —2005 рр.  музей очолював Мушировський Володимир Макарович.
Від лютого 2005 року по 29 серпня 2024 року  Рівненський обласний краєзнавчий музей очолював Булига Олександр Степанович. 
2 вересня 2024 року директором призначено Жижкевич Аллу Степанівну .

## Історія головної будівлі
Будівництво споруди було розпочато у 1836 році на замовлення власника міста — князя Фредеріка Любомирського, для переміщення сюди чоловічої гімназії, заснованої  1832 року в Луцьку. Проєктування та зведення будівлі проводилося під керівництвом видатного французького архітектора Жана де Бургіньйона  та професора архітектури Міховича. 1839 року будівельні роботи було завершено, а гімназія почала функціонувати в Рівному. Стиль будівлі — провінційний класицизм.
Історія Рівненської чоловічої гімназії(з 1872 року — Рівненського реального училища) пов'язана з іменами багатьох видатних українських діячів: історика Миколи Костомарова, письменників Пантелеймона Куліша та Володимира Короленка, вченого, філософа та публіциста Михайла Драгоманова. Упродовж 1910—1915 років тут навчався Семен Кузнець — видатний економіст, що став відомий після еміграції до США під іменем Саймон Сміт, отримав Нобелівську премію за свої дослідження в галузі економіки.

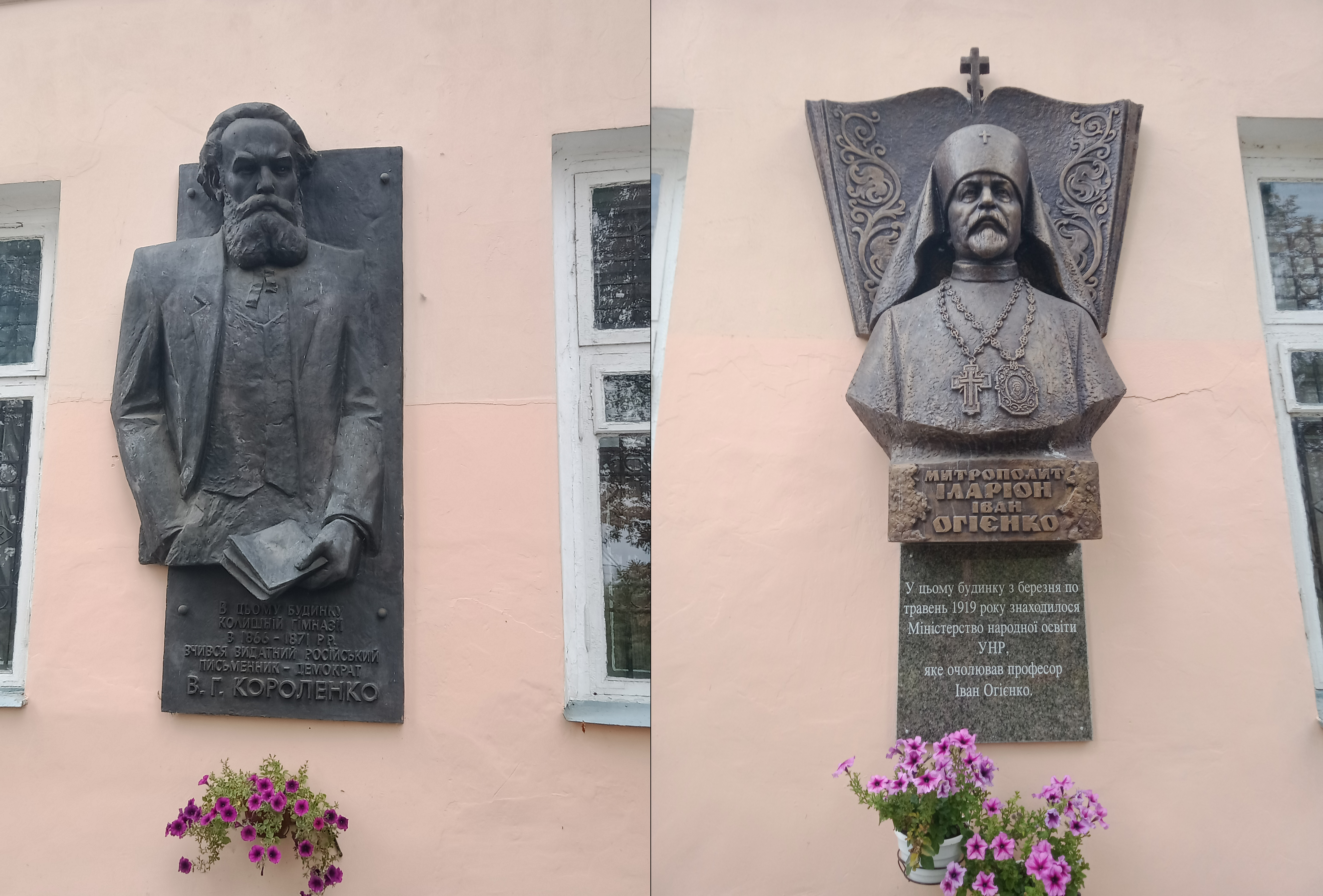
Барельєфи на будівлі РОКМ, присвячені видатним постатям, пов'язаним із її історією.

У квітні-травні 1919 року в будівлі розташовувався Департамент освіти уряду Директорії УНР, очолюваний видатним релігійним та політичним діячем Іваном Огієнком. Протягом періоду перебування Рівного у складі міжвоєнної Польщі у споруді знаходився Кураторіум(управління освіти) Волинського воєводства. Після захоплення міста більшовиками — обласний комітет КП(б)У. В час німецької окупації споруда музею виконувала функцію головної адміністративної будівлі Рейхскомісаріат «Україна». Саме тут були робочі місця найвисокопоставленіших представників гітлерівського керівництва на цих територіях, включаючи Еріха Коха. Після вигнання нацистів з Рівного, будівля знову перейшла до обкому Комуністичної партії. І лише у 1975 році була передана Рівненському краєзнавчому музею як головне приміщення для його експозиції.
У 1963 році споруда музею отримала статус пам'ятки архітектури республіканського (після здобуття Україною Незалежності — національного) значення.

## Історія закладу
Музейна справа на Рівненщині бере початок від заснування бароном Ф. Штейнгелем у містечку Городок(3 км від Рівного) першого світського музею на Волині. У 1906 році свій музей було створено і в Рівному професором римського права В. Океницьким. Даний заклад мав 4 відділи: археологічний, етнографічний, нумізматичний та природничий. пізніше створено відділ старовинних книг, гравюр, рукописів. Однак, у часі Першої Світової війни музейні колекції були майже повністю втрачені, а сам 78-річний В. З. Океницький загинув у 1918 році.
З приходом польської влади музею в Рівному не було. Проте вже в середині 1920-х років силами місцевих ентузіастів та інтелігенції в місті був зорганізований і успішно діяв природничий музей. В той час подібні музеї в Польщі були ще у Варшаві, Кракові та Львові.
У 1936 році у Рівному почав працювати господарський музей Волині. Ініціатором його створення була промислово-торгова палата у Любліні. Така ідея була підтримана міською владою та деякими промисловими підприємствами Рівного. В його експозиції були представлені й нечисленні віднайдені експонати попередніх рівненських музеїв.
Початком існування сучасного Рівненського краєзнавчого музею можна вважати 1940 рік. В лютому на базі наявного в місті було організовано історико-краєзнавчий музей. Згідно з постановою КП(б)У новостворений заклад мав збирати, експонувати і вивчати матеріали про природу Полісся і Рівненщини, її багатовікову історію. Перший директор новоствореного музею П. Слабоспицький основну увагу наукових співробітників В. Кубинського, Ю. Шумовського, Й. Панека зосередив на експедиційній роботі, завдяки чому поповнювалась музейна колекція. У цей період до музею надходило чимало унікальних експонатів.
Після окупації Рівного німецькою армією музей на деякий час припиняє свою роботу. Його приміщення зайняла військова частина. Музей переміщено до невеликого будинку по вулиці Короленка (тепер район майдану Незалежності).
Після ІІ Світової війни Рівненському краєзнавчому музею було передано приміщення по вулиці Червоноармійській (тепер Петлюри). У 1945 році кількість експонатів закладу становила майже 7 тисяч одиниць. У 1948 році було проведено 11 експедицій, під час яких досліджено стоянки первісної людини, місця битв козацьких військ, мінеральні джерела Рівненщини. Експедиції дали можливість поповнити музей новими експонатами, кількість яких у відповідний період становила 10 785 одиниць зберігання. Окрім того, до музейних фондів надходили експонати з інших музеїв України
Продовжилася плідна експедиційна робота і в 60-ті роки. Поповнилися етнографічна та нумізматична колекції. Цього вдалося досягнути завдяки активному збору старожитніх речей у селах(особливо Радивилівському району), надходженню до музею експонатів, пов'язаних з участю Рівненщини в Радянсько-німецькій війні.
З метою виявлення та взяття на державний облік сакральних історичних та мистецьких цінностей, протягом 1970 —80-х років експедиціями музею під керівництвом доктора мистецтвознавства П. М. Жолтовським обстежено православні храми області. Природничі експедиції музей проводив спільно з Інститутом ботаніки АН України.
У 1975 році відбулась значна для музею подія — закладові було передано приміщення колишньої гімназії — одну із найстаровинніших будівель Рівного, що мала дійсно цікаву історію. Відтак, нова експозиція Рівненського краєзнавчого музею була відкрита у грудні 1978 року. Авторами проєкту художнього оформлення музею були художники В. Гвоздинський і Ф. Бобрик, здійснене воно було зусиллями Рівненських художньо-виробничих майстерень Художнього фонду України.
Зі здобуттям Україною незалежності (1991) Рівненський обласний краєзнавчий музей зазнав значних змін — фондова збірка поповнилась матеріалами з історії Української Повстанської Армії, про репресії, що їх зазнали жителі краю в часи тоталітарного режиму, експонатами, котрі оповідають про боротьбу українського народу за незалежність. Продовжили проводитися експедиції і в традиційних напрямах дослідження історії, культури та природи Рівненщини. Працівники археологічного відділу музею брали участь у розкопках Пересопниці, козацьких могил, Басівкутського городища та багатьох інших. Тож нині експозиція музею представляє до уваги відвідувачів широке різноманіття цікавих експонатів, а регулярна експедиційна робота сприяє поповненню музейних колекцій.

## Експозиція музею

### Експозиція головної будівлі
Експозиція Рівненського обласного краєзнавчого музею представлена у 23 залах. Її природнича частина пропонує до уваги відвідувачів візуалізовану історію розвитку життя на теренах Рівненщини, зразки корисних копалин регіону, гербарії рідкісних рослин, опудала тварин і риб, засушені екземпляри комах краю. Найцікавішими експонатами залів відділу природи є колекція напівдорогоцінних каменів Уральських та Алтайських гір — агату, аметисту і яшми (була зібрана Валерієм Авдєєвим — видатним геоботаніком, котрий провів у Рівному 9 років свого життя), збірка зразків Рівненського бурштину, представлена унікальними мистецькими виробами та фрагментами з інклюзією комах, рештки доісторичної флори і фауни регіону(зуби мастодонта, бивні мамонта та багато іншого).
Історична частина експозиції репрезентує усі періоди історії Рівненщини — від палеоліту до нашого часу. Демонстрація кожного із них підкріплена предметним рядом із великою кількістю оригінальних речей відповідної епохи, а також — цікавими детальними макетами та реконструкціями. Зали Давньої історії, розташовані на першому поверсі, охоплюють часовий проміжок від появи людини на теренах краю до Національно-визвольної війни українського народу під проводом Богдана Хмельницького у середині XVII ст. До уваги відвідувачів пропонуються, зокрема, бронзова статуетка античного божества Серапіса — пам'ятка, що підтверджує взаємодію Рівненщини з елліністичним світом, глиняна писанка часів Київської Русі, вік якої становить понад 950 років, унікальний меч XI століття, котрим могли послуговуватися ще варяги. Його було знайдено під час розкопок давньоруського міста Дорогобуж і відреставровано. Крім того, в музеї можна побачити оригінали перших друкованих видань на українських землях, відомих на сьогодні — Острозької Біблії та Дерманського Октоїха. У залах відділу Новітньої історії експонуються цікаві речі та фотографії, пов'язані з важливими подіями у житті міста і краю у цей часовий період — боротьбою українців за незалежність впродовж ХХ століття, сталінським репресіям на Рівненщині, Другою світовою війною, Революцією Гідності та російською агресією на Сході України. Зокрема, варті уваги: наперсний хрест священника Михайла Павловського, на якому вперше склали присягу вояки Української Повстанської Армії, синьо-жовтий український прапор, котрий було піднято влітку 1990 року на щоглі поруч зі Свято-Воскресенським собором — першим у Рівному із початку радянської окупації, унікальні портативні друкарні УПА та КП(б)У, що використовувалися підпільниками для виготовлення друкованої продукції під час війни.
Етнографічні зали музею представляють експозиції, котрі оповідають про традиційні заняття, промисли та побут мешканців краю кінця XIX — середини XX століття. Тут можна побачити оригінальні сільськогосподарські знаряддя, господарчі інструменти, посуд та одяг предків сучасних волиняків. Особливої уваги вартує вишуканий святковий жіночий костюм із найтоншого серпанку, що вражає самобутнім розташуванням тканого геометричного оздоблення. Він був характерним одягом мешканок села Крупове і, як і більшість одягу у залах етнографії, століттями передавався із покоління в покоління до того, як потрапити в музей. Також цінними є плетена борона та солом'яник кінця ХІХ століття, котрі, ймовірно, знаходилися в рівненському музеї міжвоєнного періоду.
Мистецька ж частина залів пропонує до уваги відвідувачів ряд експонатів, що репрезентують культурні процеси на території Рівненщини — колекції оригінальних зразків волинського професійного та народного іконопису XIII-XIX століть, світських портретів та інших картин XVII—XIX ст., збірку робіт відомого на весь світ скульптора з Острожчини Томаша Оскара-Сосновського. Найунікальнішими та найцікавішими експонатами з-поміж представлених у залах мистецтва є давньоруська ікона «Богородиця Одигітрія» XIII століття, портрет князя Сангушко, датований XVII століттям, картина відомого польського художника Юзефа Кжеша «Битва під Оршею» 1884 року, скульптура Томаша Ошкара-Сосновського «Пієта». Її більший за розмірами варіант, також виготовлений Сосновським, до сьогодні оздоблює Папський палац у Ватикані.

Крім того, музей має у своєму розпорядженні вільні експозиційні площі, на яких періодично розміщуються різноманітні цікаві виставки, слідкувати за новинами про відкриття яких можна на сайті музею, або на його сторінках в соціальних мережах.

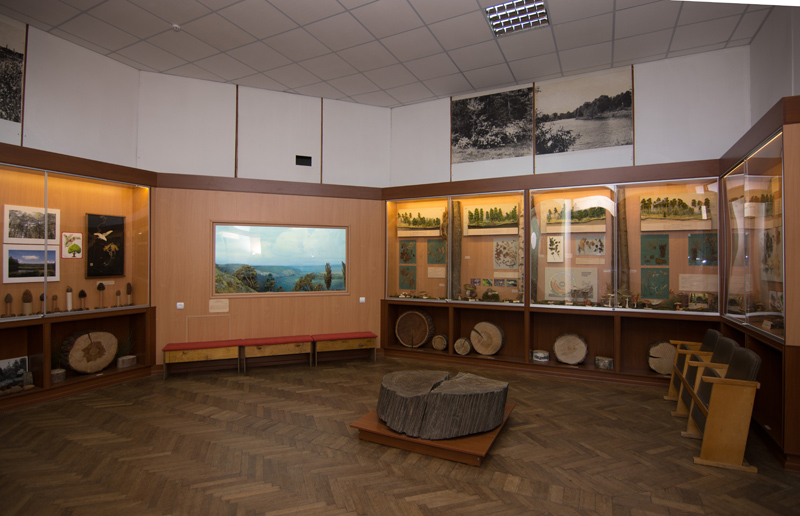
Рослинність Рівненщини у експозиції РОКМ.
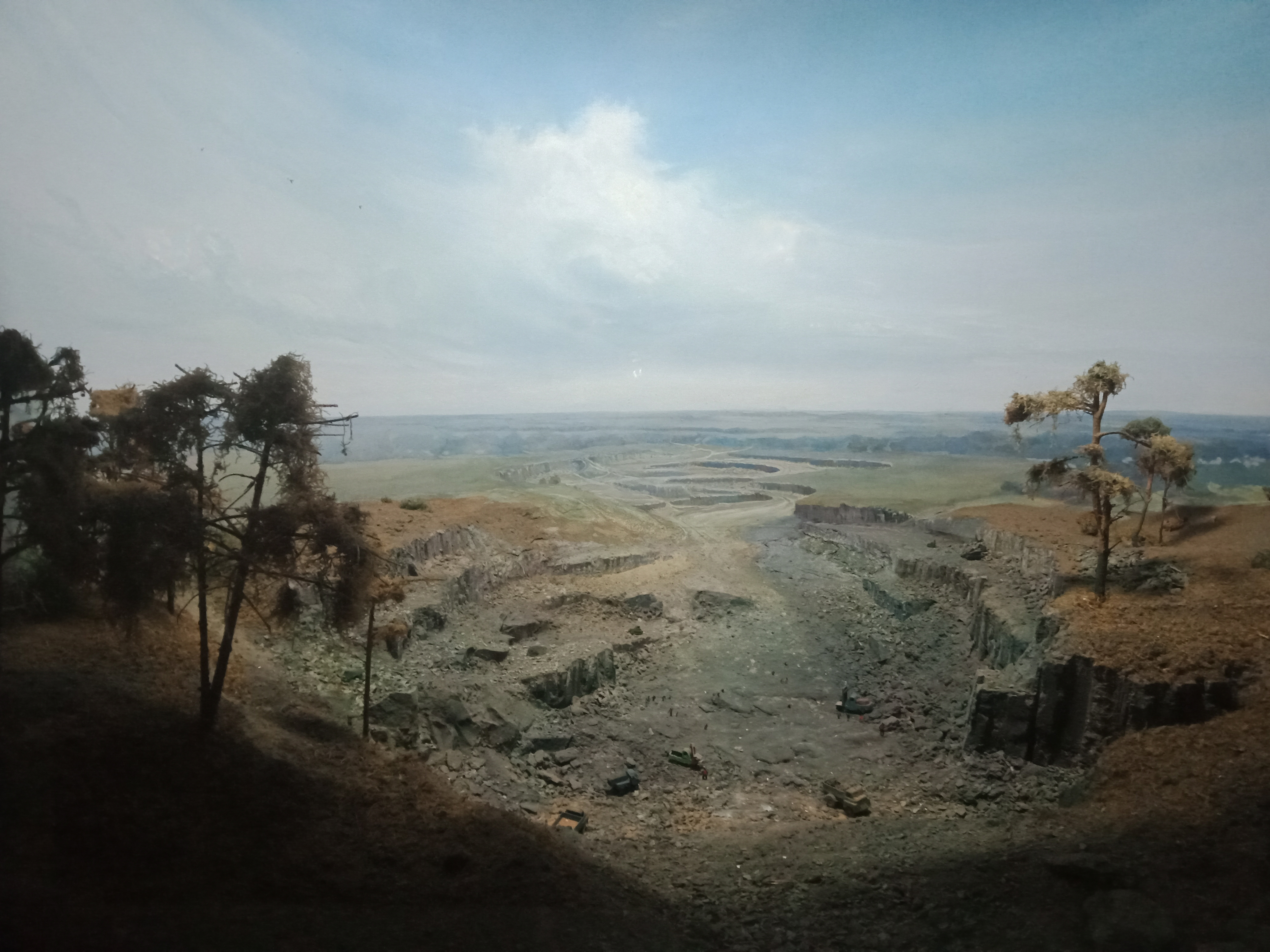
Базальтовий кар'єр на Костопільщині. Діорама у РОКМ.
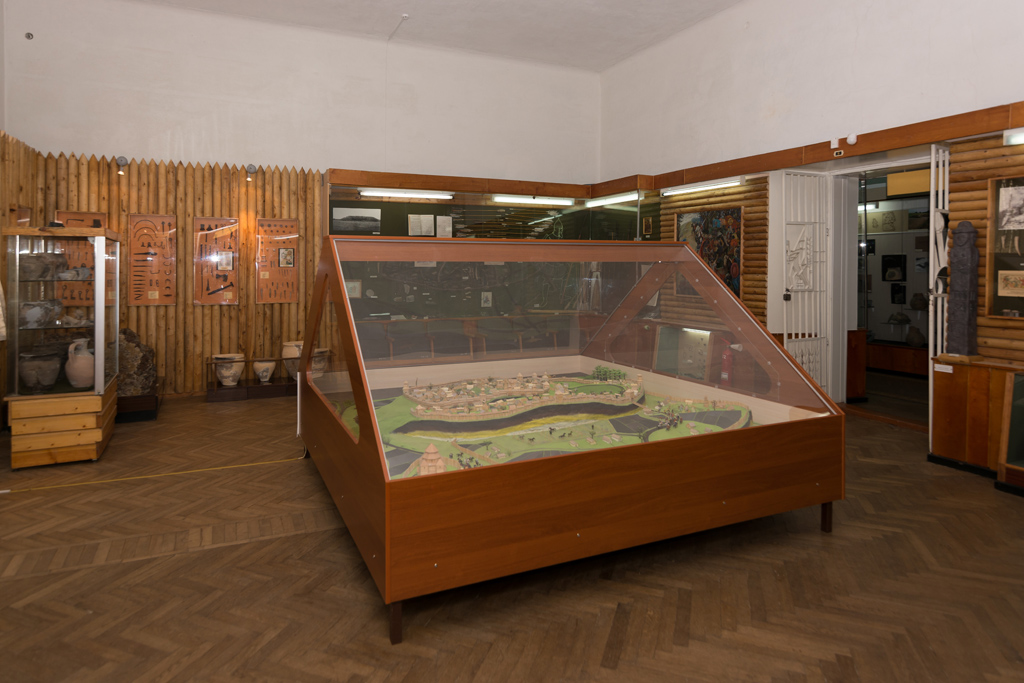
Рівненщина у часи Київської Русі. Експозиція РОКМ.
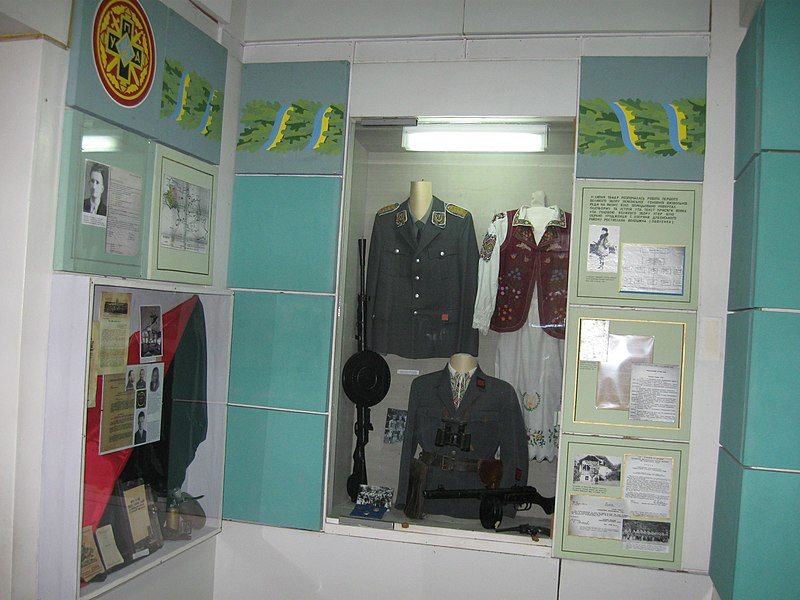
Історія УПА у експозиції РОКМ,
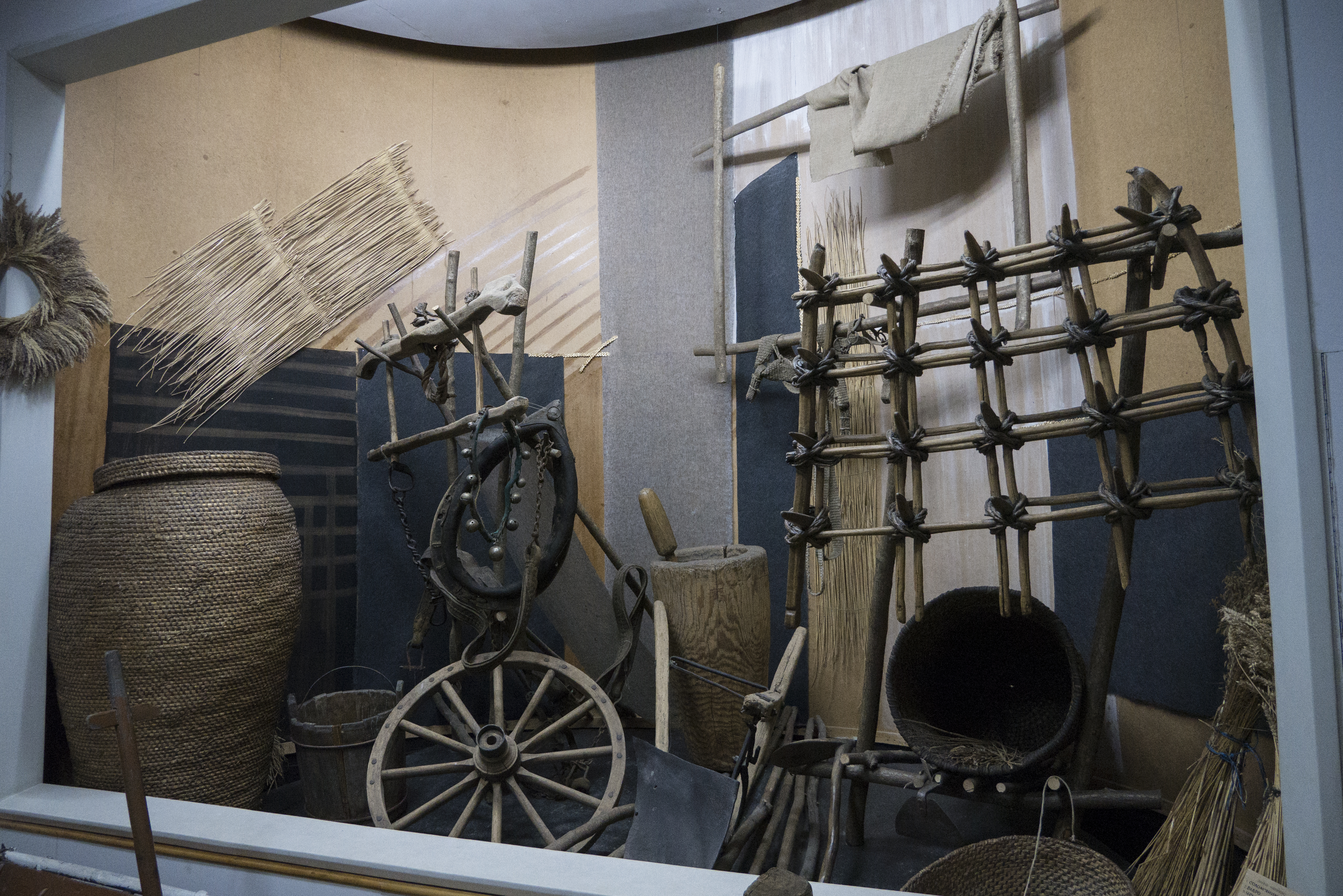
Землеробство на Рівненщині у експозиції РОКМ.
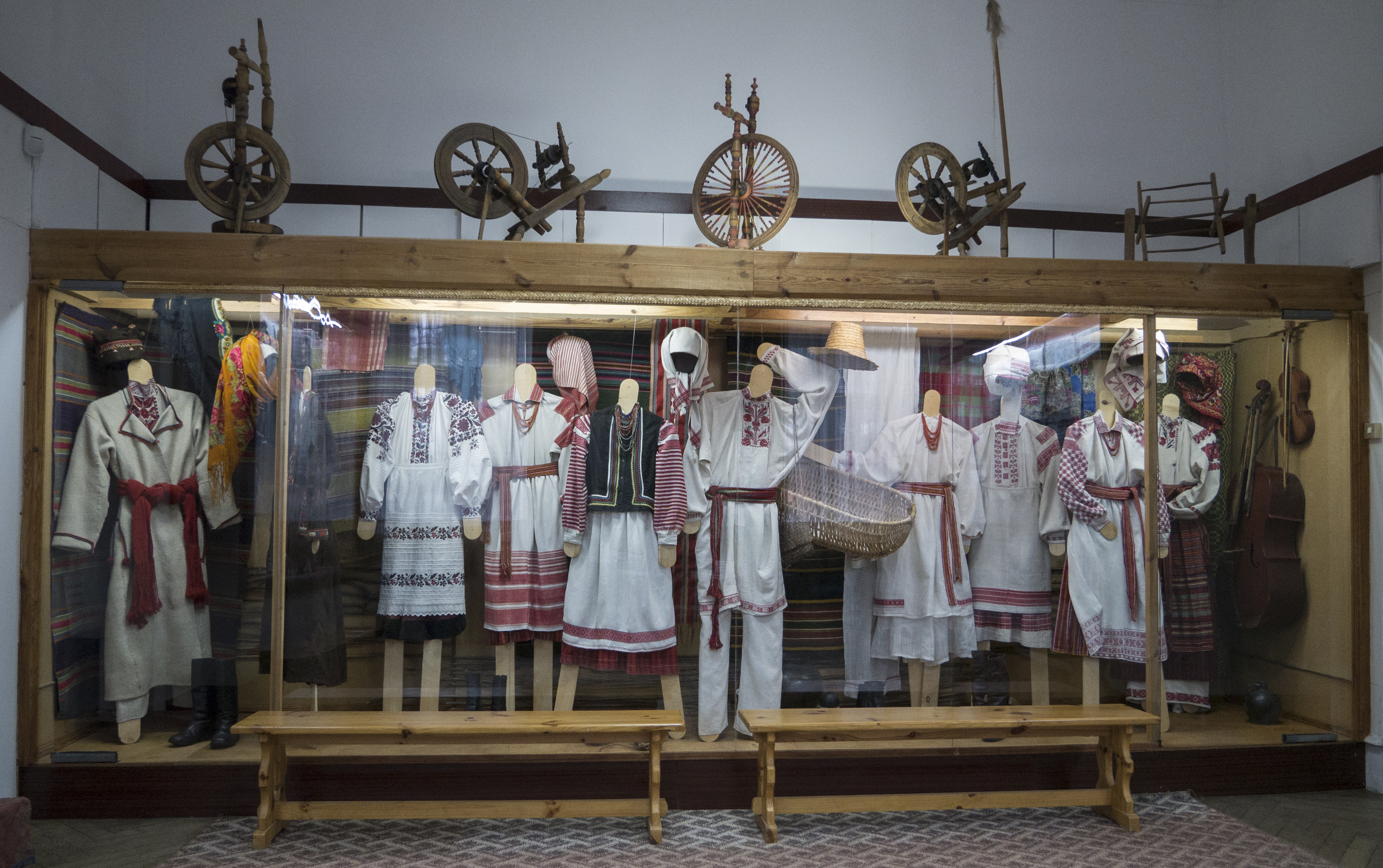
Традиційний одяг мешканців Рівненщини. Експозиція РОКМ.
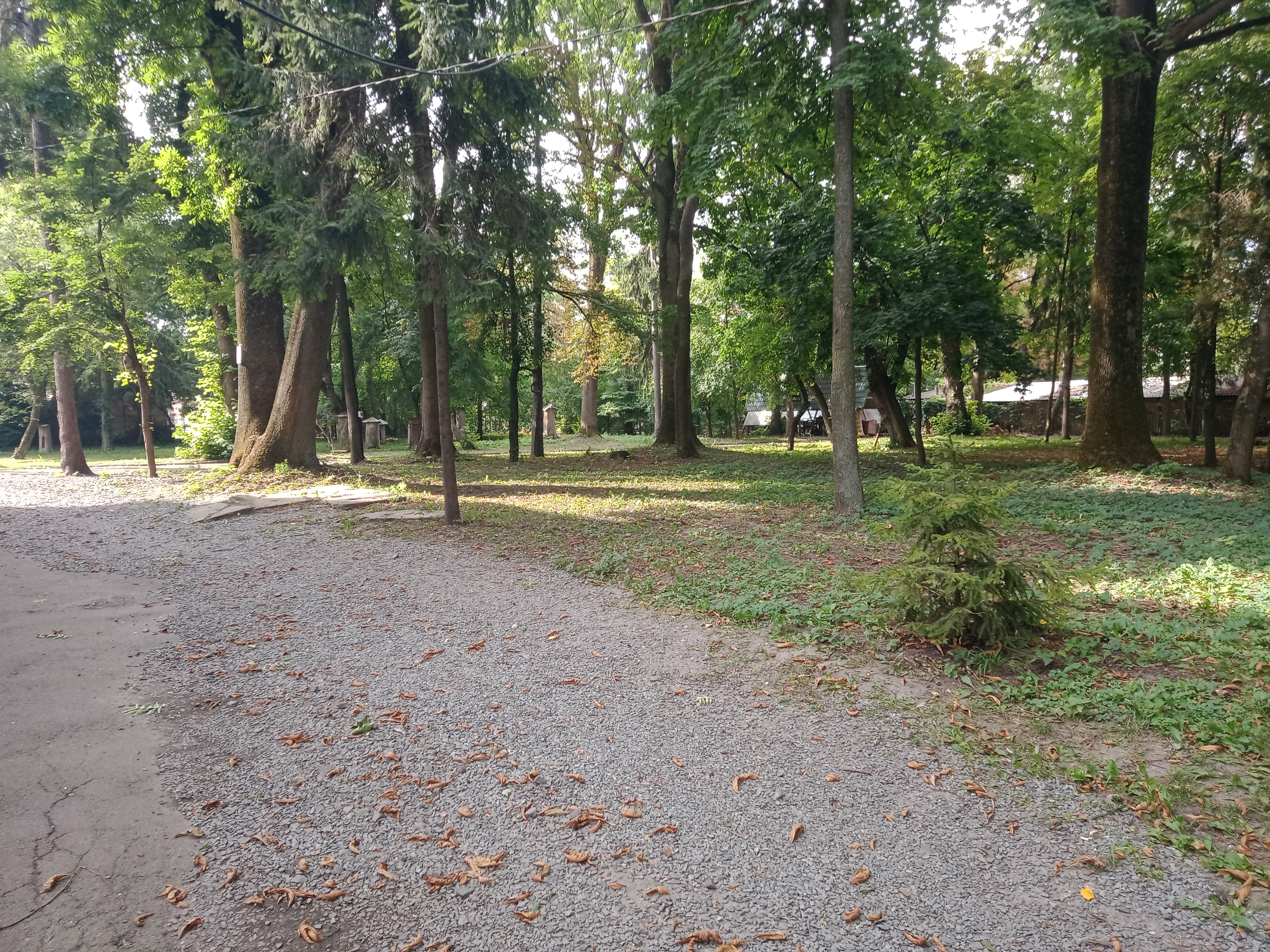
Паркова зона на території головної будівлі РОКМ.

### Експозиція оглядового майданчика

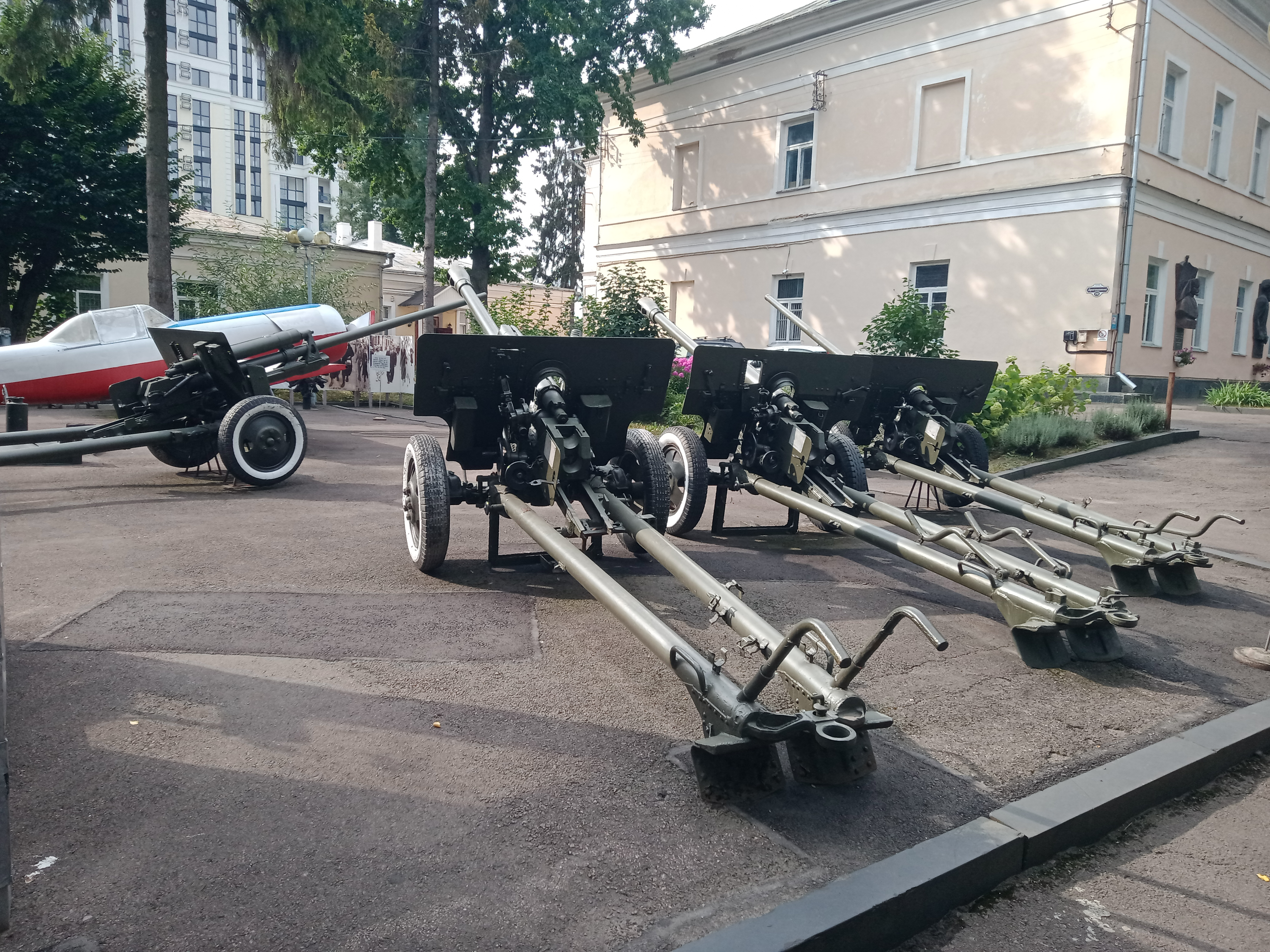
Цивільна та військова техніка на оглядовому майданчику РОКМ.

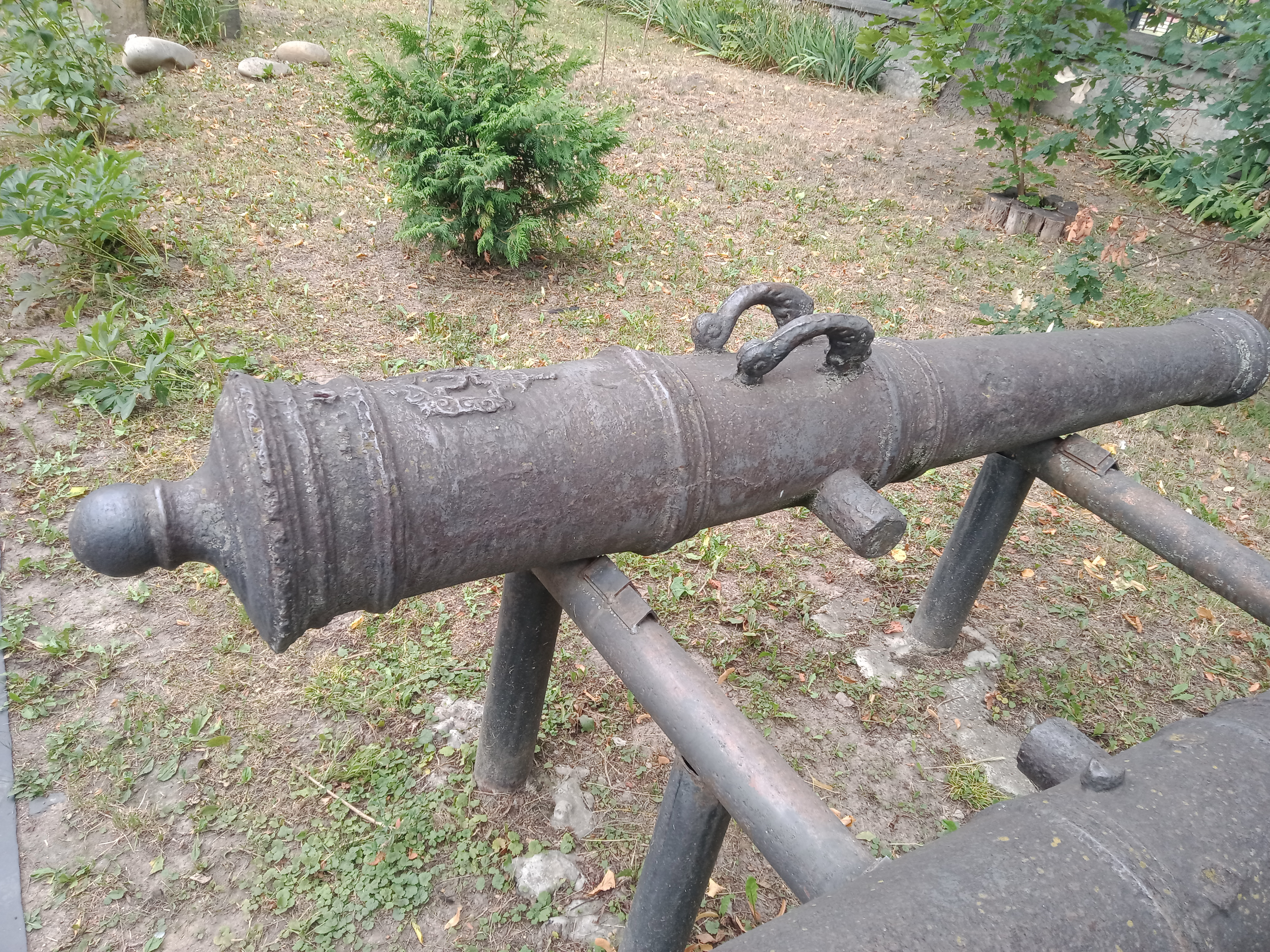
Ливарна гармата XVII ст. на оглядовому майданчику РОКМ.

На оглядовому майданчику Рівненського обласного краєзнавчого музею до уваги відвідувачів пропонується військова та цивільна техніка минулого століття, в тому числі пов'язана  із радянсько-німецькою війною, зразки унікальної продукції підприємств Рівненської області та інші цікаві експонати. Найціннішими серед них є ливарні гармати XVII століття, козацький човен «чайка» часів Хмельниччини, а також літак моделі Як-50, що серійно випускалася впродовж 1976—1986 років. Використовували такі літаки не лише в СРСР: Австралія, Велика Британія, НДР, Данія, Чехія та Польща експортували їх для тренування власних пілотів.

### Експозиція виставкової зали «Музей бурштину»

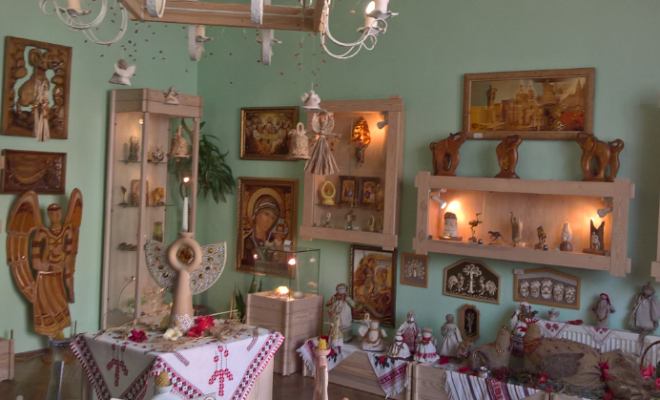
Фрагмент експозиції «Музею Бурштину».

Виставкова зала РОКМ «Музей бурштину» відкрилася у 2010 році. Розташовується на вулиці Симона Петлюри, 17 у Рівному. Серед її експонатів — фрагменти бурштину, видобутого на теренах Рівненської області, віком до 40 000 000 років. Крім того, тут можна побачити безліч різноманітних, майстерно виготовлених прикрас, предметів інтер'єру та витворів мистецтва, створених із цього прекрасного мінералу чи з його використанням у якості оздоблення. А також — дізнатися про історію бурштину, його відкриття та використання протягом розвитку людства. В колекції музею столові прибори, кераміка і вітражі, а також одяг та взуття декоровані бурштином. Тут же знаходиться бурштинова Корона України.

### Експозиція сектору «Літературний музей Уласа Самчука»

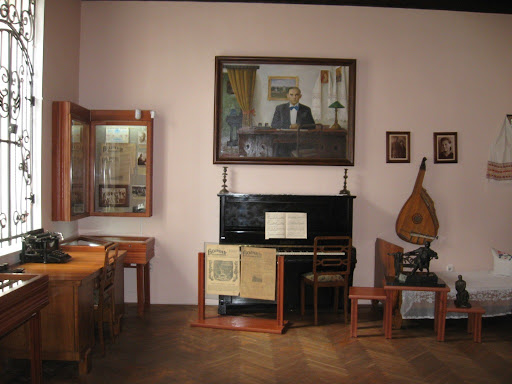
Фрагмент експозиції «Літературного музею Уласа Самчука».

Сектор РОКМ «Літературний музей Уласа Самчука» було відкрито 20 лютого 2007 р. –  у 102-річницю від дня народження видатного українського письменника, котрого називали «українським Гомером XX століття».
Музей Уласа Самчука має свої особливості, якими вирізняється з-поміж інших подібних закладів. Його експозиція, висвітлюючи головні творчі здобутки Уласа Самчука, зосереджує увагу на впливі особистості письменника на весь український літературний процес ХХ ст. Увазі відвідувачів представлені перші видання трилогії «Волинь», інші твори письменника, листи, фотографії, його особисті речі. Крім того, музей фокусує увагу на рівненському періоді життя і діяльності Уласа Олексійовича(1941—1943 рр.), зримо відтворивши побут помешкання Самчука в ті роки (речі з колишньої рівненської квартири, в якій він проживав) та зберігши основні здобутки письменника в цей час(перевидання «Марії», часопис «Волинь», картина «Полтавський краєвид» та ін.). А ще — музей розповідає про літературу та її творців, про епоху та її провідних діячів, про рідну землю письменника. «Говорить» музейна експозиція виключно словами самого Уласа Самчука.
В музеї відбуваються літературні заходи як регіонального, так і всеукраїнського значення — презентації книг, котрі не оминають увагою і представники місцевої влади, літературні читання, на які збираються чимало представників Спілки Письменників України тощо.

## Послуги музею
Окрім можливості ознайомлення зі своєю експозицією та проведення екскурсій, музей надає відвідувачам широкий спектр послуг у різних форматах, включаючи повністю театралізовані постановки із зануренням до атмосфери старовини, з адаптацією для всіх вікових категорій аудиторії. Крім того, є можливість платного фотографування з цікавими експонатами, замовлення виїзних занять екскурсоводів до шкіл або дітей з особливими потребами.
Екскурсійне обслуговування у РОКМ, окрім оглядових екскурсій першим, другим, обома поверхами чи оглядовим майданчиком, охоплює велику кількість занять, об'єднаних у цикли в залежності від тематики або від орієнтації на певну вікову групу цільової аудиторії. Цикл «Твій друг — музей», призначений для дошкільнят та молодших школярів, містить низку інтерактивних занять, що в цікавій та доступній формі ознайомлять дітлахів із музеєм, пояснює важливість і цікавість відвідування музейних закладів на прикладі РОКМ, розповідає дітлахам про природу та водні ресурси Рівненщини. Природничі, історичні, мистецтвознавчі та етнографічні цикли занять мають екскурсії на теми, пов'язані як з інтересами пересічних відвідувачів, так і шкільною та університетською програмою — зміст їх адаптується екскурсоводом згідно з проханнями замовника.
Крім того, музей пропонує відвідувачам, віком від 10 років, повністю театралізовані, інтерактивні екскурсії з елементами квесту та безліччю цікавих сюрпризів — нічну екскурсію «В гостях у князя Любомирського» та денну екскурсію вихідного дня «Мандрівка крізь століття».
В ході нічної екскурсії «В гостях у князя Любомирського» відвідувачів у відповідному одязі зустрічає князь Фредерік Любомирський, власник Рівного, меценат і забудовник багатьох важливих будівель міста. Тримаючи ліхтар, він супроводжує групу тьмяними залами музею, оздобленими відповідно  духом епохи, в яку проживав князь, починає знайомити їх з історіями зі свого життя, значними для міста подіями минувшини. Групи в середньому складаються із 25 осіб та переходять із зали в залу, де гостей чекають у театралізованих костюмах історичні постаті — яскраві персонажі різних епох, що виконують різноманітні цікаві сценки. Вони показують екскурсантам ті чи інші старовинні речі, розповідають захопливі історії, легенди щодо певних історичних подій у житті краю.
Екскурсія вихідного дня «Мандрівка крізь століття» дає відвідувачам можливість ознайомитися з природою Рівненщини у більш інтерактивній формі, ніж це можливо лише після прослуховування занять про риб, птахів, тварин і рослинність краю. А також — потрапити до найрізноманітніших історичних періодів: Первісних часів, епохи Русі-України, козацької доби, спостерігаючи за костюмованими персонажами цих епох та взаємодіючи з ними.
До проведення обох екскурсій залучаються до 12 співробітників музею у якості акторів, замовлення відбувається за попереднім записом.

## Музей як культурний осередок краю
Рівненський обласний краєзнавчий музей регулярно стає місцем проведення культурних та мистецьких заходів, що отримують широкий суспільний резонанс у межах Рівненщини, а окремі з них — на всій території України.
Щорічно наприкінці весни — на початку літа в музеї та на прилеглій території(нерідко аж до центру міста) проходить знане на всю країну фольклорно-етнографічне свято «Музейні гостини», започатковане 1992 року — у першу весну Незалежної України. В ході даного свята до Рівного з'їздяться народні майстри з усієї країни, щоб організувати торгівлю своїми унікальними виробами. Крім того, на території музею відбувається концертна програма, із залученням відомих в усій країні народних колективів.
Також у РОКМ регулярно відбуваються презентації робіт відомих українських письменників, художників, інших мистецьких діячів, знахідок визнаних в Україні археологів. Свої твори тут зачитували письменники Олександр Ірванець та Євген Шморгун, Микола Жулинський дав пресконференцію з нагоди презентації власної книги «Спадкоємці». Також презентували авторські роботи художниця Ольга Кашшай, художник Михайло Кузів, фотограф Олександр Харват.
Крім того, частим гостем музею, що дає інтерв'ю з приводу своїх знахідок, котрі нині зберігаються у фондах РОКМ, є знаний археолог Богдан Прищепа. Регулярно відвідує музей та тісно співпрацює з даним закладом пані Надія Косміаді — почесна громадянка Рівного, дочка відомого українського художника та архітектора Георгія Косміаді, що все свідоме життя старанно опікувалася спадком батька, відкрила у місті галерею його пам'яті «Георгій Коміаді», а також — галерею європейського живопису «Євро-арт».

Крім того, в Рівненському обласному краєзнавчому музеї нерідко відбуваються презентації цікавих витворів мистецтва — до прикладу, 20 травня 2020 року в РОКМ було представлено панно-мозаїку майстра з художньої обробки дерева — кримського татарина, уродженця Мелітополя, Менана Менанова «Вишита Україна». Ця робота увійшла до Національного реєстру рекордів як мозаїка з найбільшою кількістю використаних дерев'яних елементів — 350 тисяч фрагментів із різних порід дерев, розміром 2×2 мм.

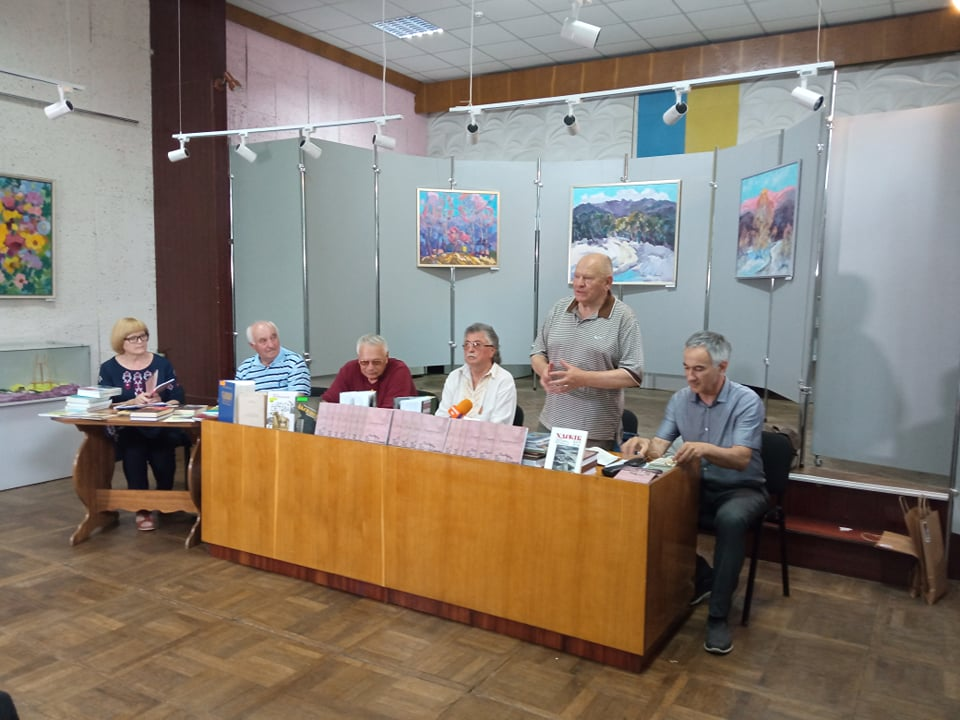
Видатні письменники Рівненщини на презентації книги Миколи Жулинського у РОКМ.
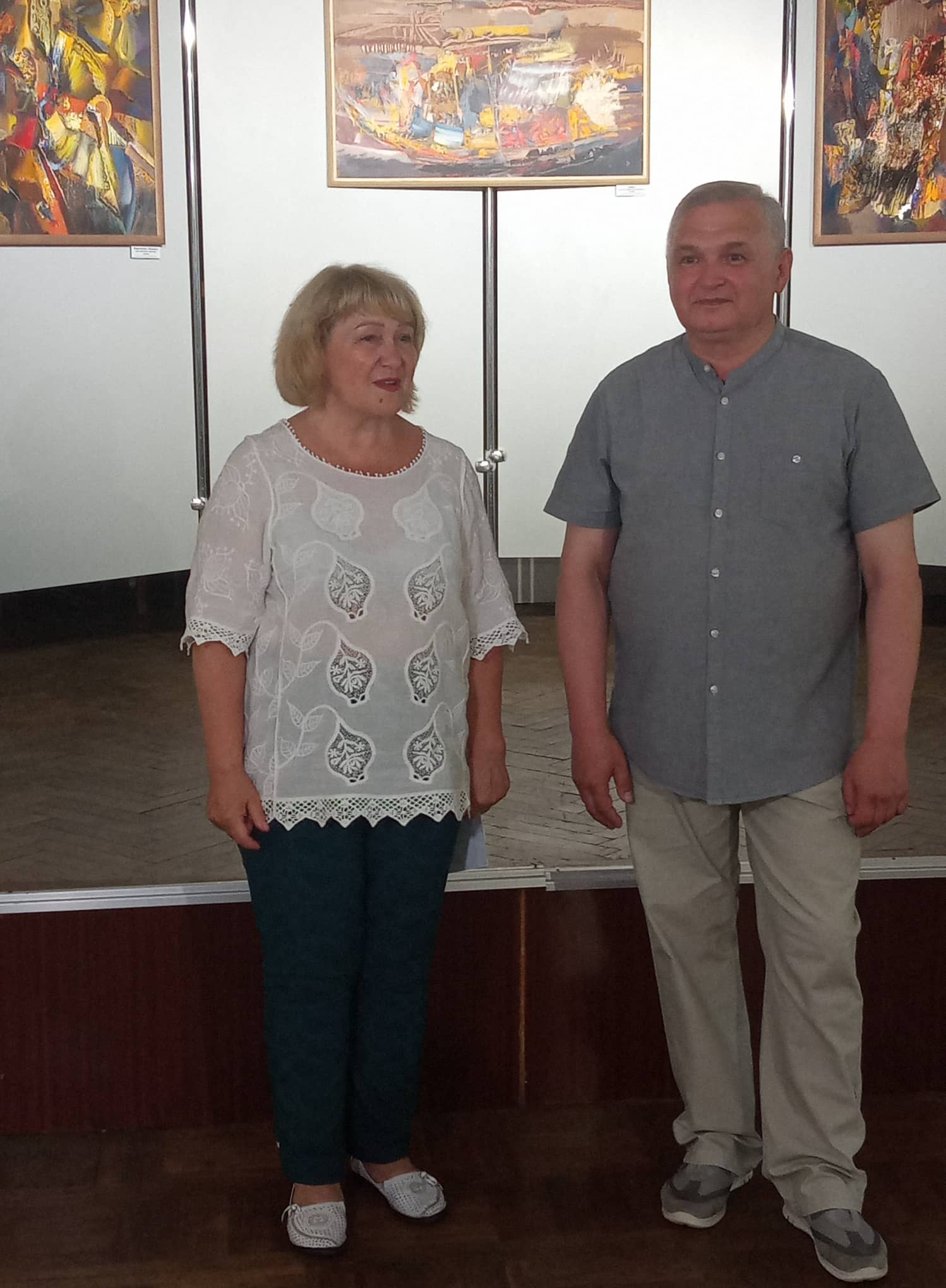
Художник Михайло Кузів на презентації виставки своїх робіт у РОКМ.
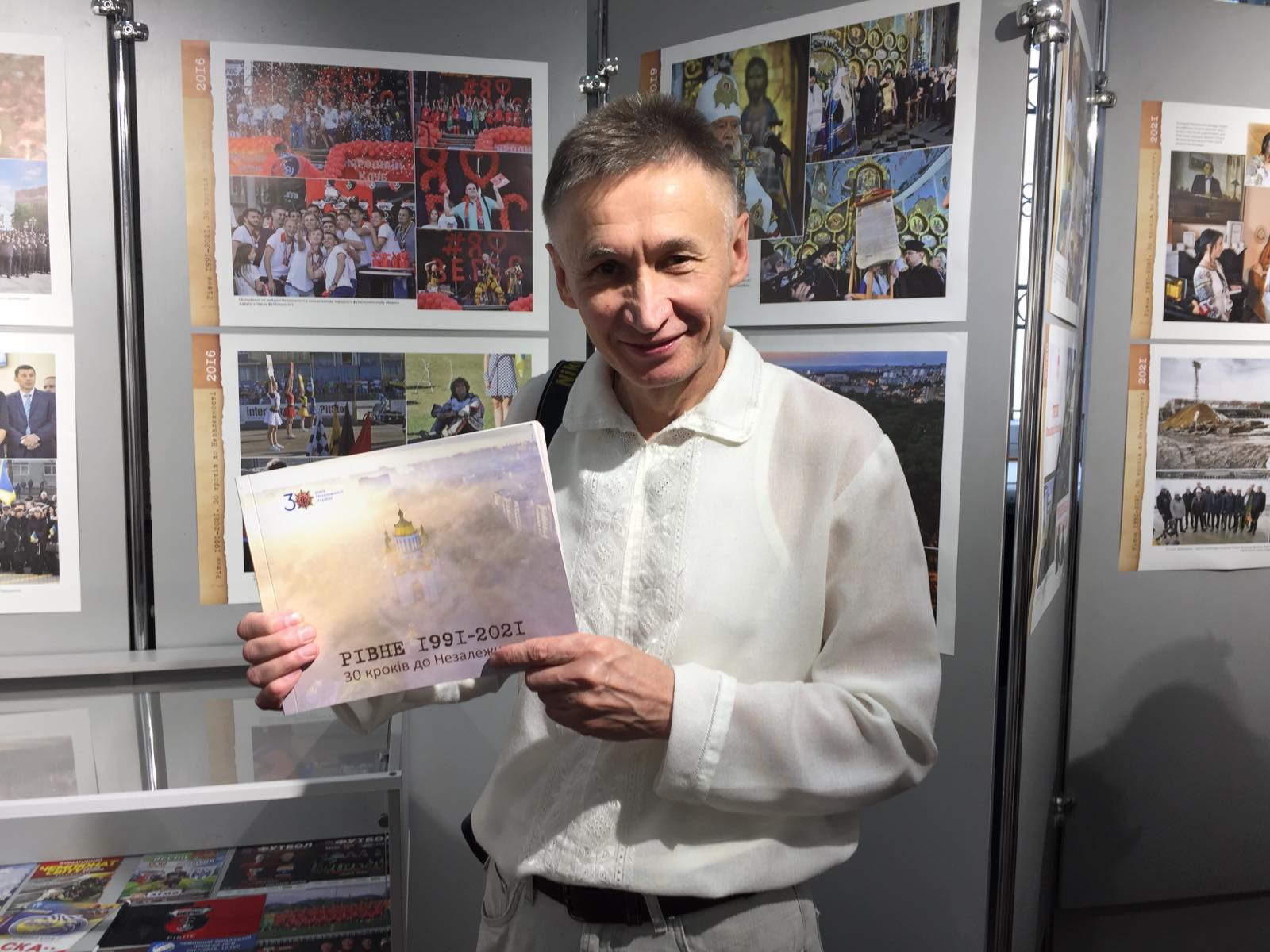
Фотограф Олександр Харват під час презентації виставки своїх робіт у РОКМ.
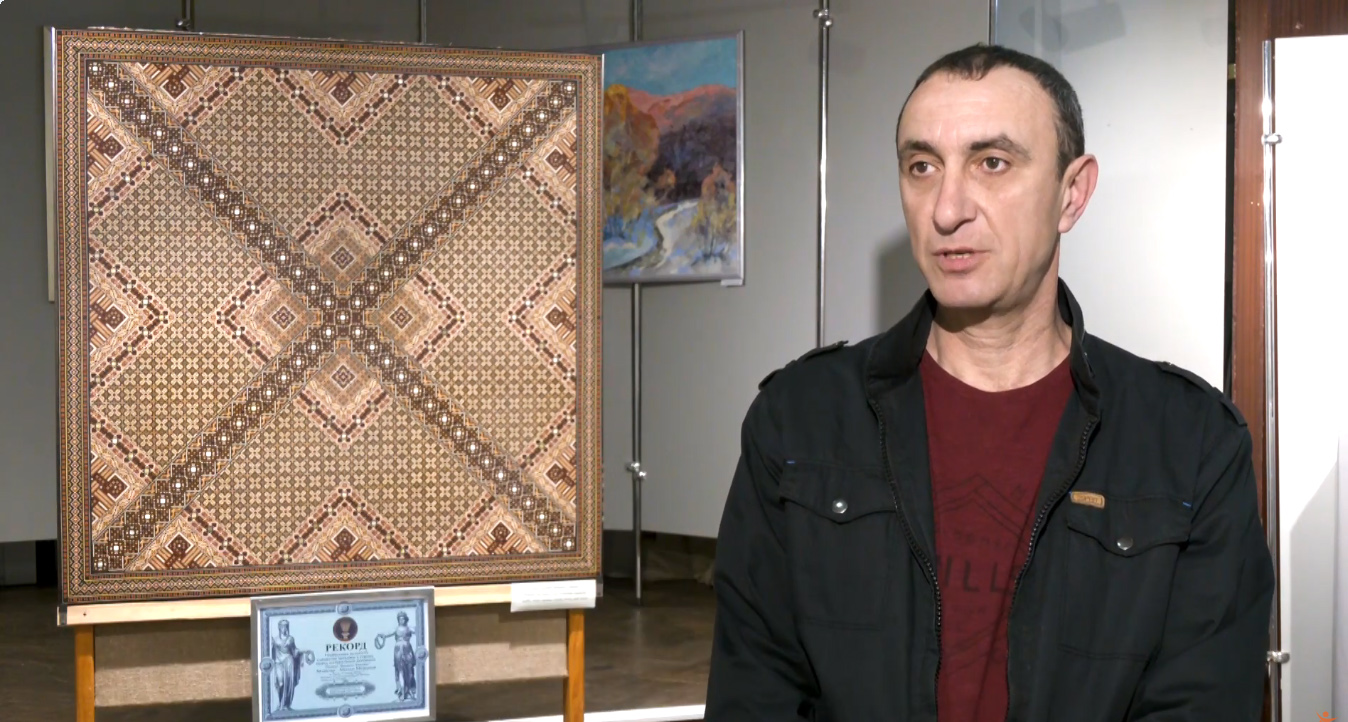
Менан Менанов презентує у РОКМ своє панно-мозаїку "Вишита Україна", що потрапило до Національного реєстру рекордів.

## Наукова діяльність музею

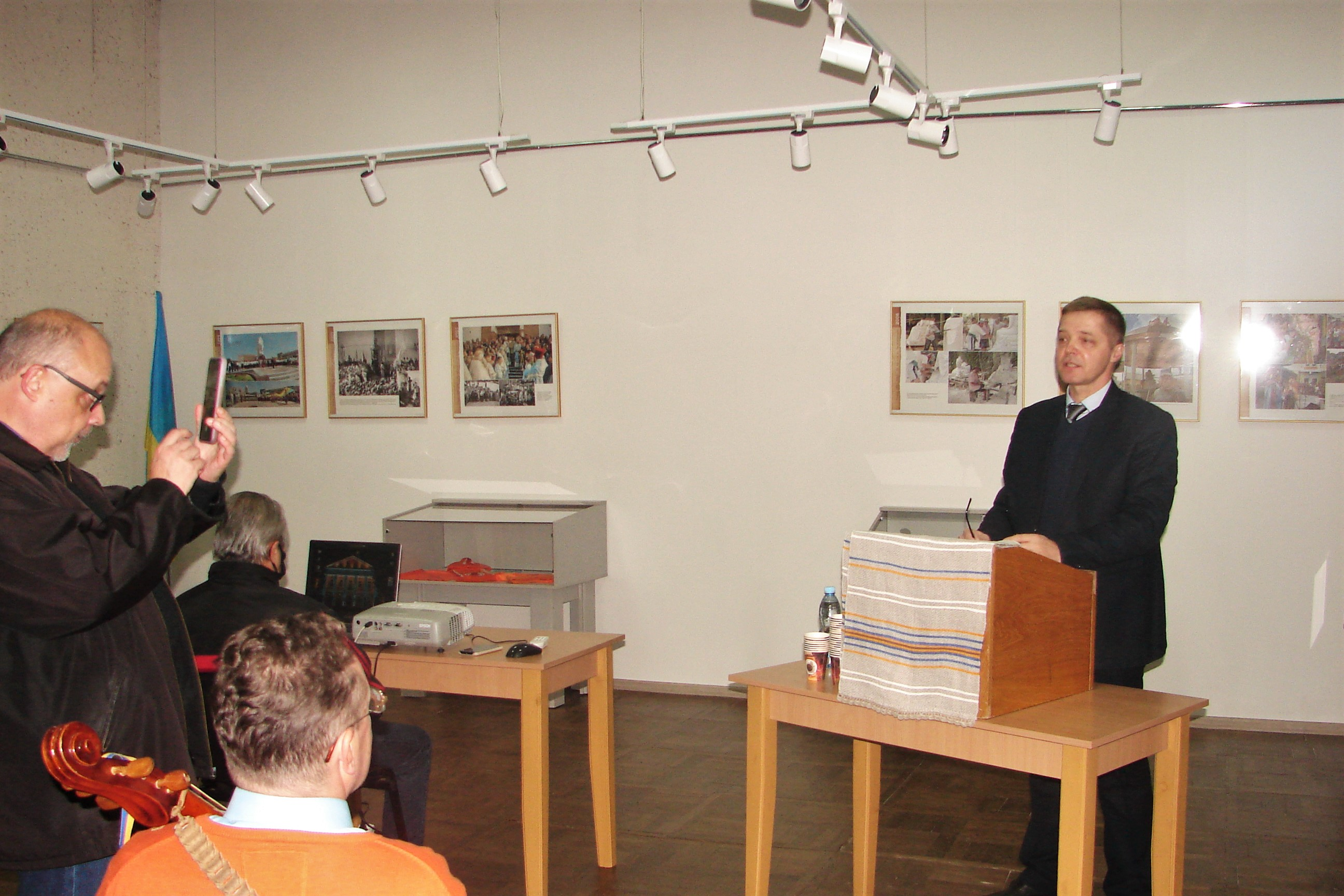
Директор РОКМ О. С. Булига відкриває щорічну науково-краєзнавчу конференцію, 2021 рік.

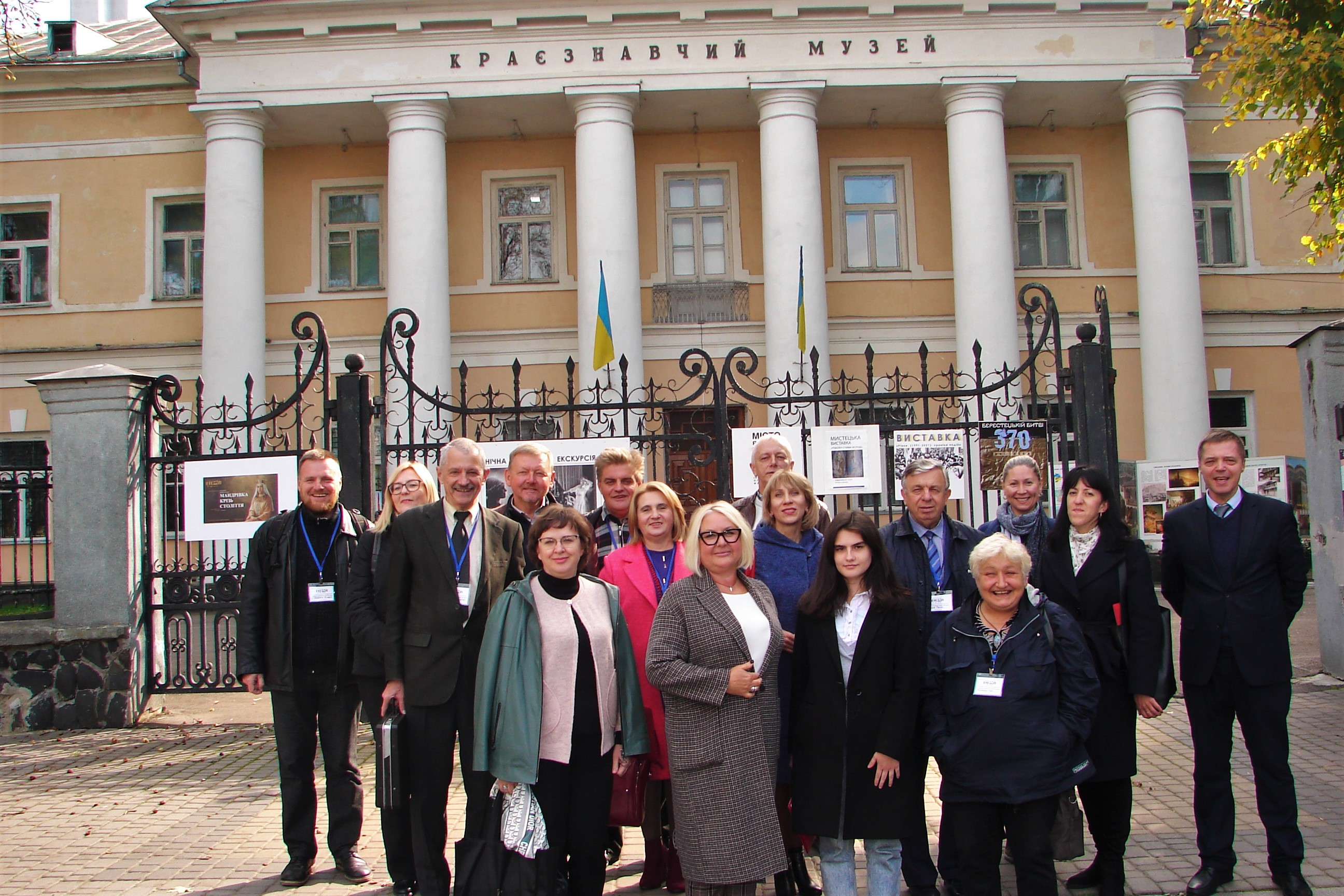
Спільне фото учасників науково-краєзнавчої конференції у РОКМ, 2021 рік.

Музей є вагомим осередком наукової думки Рівненщини. Співробітники РОКМ проводять дослідження історії, археології, мистецтва та етнографії краю — результати їх дослідницької діяльності публікуються у періодичному виданні «Наукові записки Рівненського обласного краєзнавчого музею».
Крім того, у закладі регулярно відбуваються наукові конференції, на які запрошуються визнані українські вчені, обговорюються актуальні питання різних аспектів історичної, археологічної, культурологічної та етнографічної наук.